# No a Keiko
No a Keiko (NAK) es un movimiento social heterogéneo antifujimorista peruano sin ánimo de lucro, cuyos objetivos son «concientizar a la población de que Keiko Fujimori no es una alternativa que pueda continuar de manera acertada el desarrollo sostenido del país» y «derrotar al fujimorismo por considerarlo ser movimiento antidemocrático». Fue creado en mayo de 2009, por Giancarlo Navarro y Patricia Zevallos desde Cajamarca. Representa uno de los movimientos organizados más importantes de Perú.

## Influencia
Este colectivo ha participado en diversas marchas contra la candidatura o a favor de la cancelación de la candidatura de la política peruana Keiko Fujimori. Fue autora de las dos marchas contra la lideresa de Fuerza Popular, la primera llamada «Gran Marcha Nacional: Keiko No Va!» del 5 de abril de 2016 también denominada «Primera Marcha No a Keiko» que se realizó en la Plaza San Martín de Lima y buscó un pedido de exclusión contra la candidata presidencial Keiko y la segunda llamada «Marcha por la democracia: Keiko no Va!» en contra nuevamente de la candidatura de Fujimori y convocó entre 30 a 50 mil personas que marcharon pacíficamente del 31 de mayo de 2016 siendo compartida masivamente en redes sociales. Uno de los mensajes fue «No es odio, es amor al Perú» que sería definitiva según institutos de investigación sociológica para que los indecisos comiencen a apoyar al economista Pedro Pablo Kuczynski en las elecciones generales de 2016. En noviembre de 2019, junto con el colectivo Marcha por la Bandera, publicó eventos desde las redes sociales para manifestarse por el recurso de habeas corpus a Keiko.
En 2021, la actriz Mónica Sánchez participó en una de las marchas organizadas por el colectivo en el contexto de la crisis electoral de ese año.
Posteriormente, realizó convocatorias para las protestas de 2023 como parte de la convulsión social.

## Controversias
Fujimori por su parte, a raíz de las protestas responsabilizó al movimiento de querer boicotear su campaña durante varias conferencias de prensa y entrevistas además de decir que supuestamente dicha organización tenía vínculos con Ollanta Humala y Nadine Heredia. Además la organización es criticada por sus opositores como un «discurso de odio» contra la lideresa fujimorista y no a una oposición política.

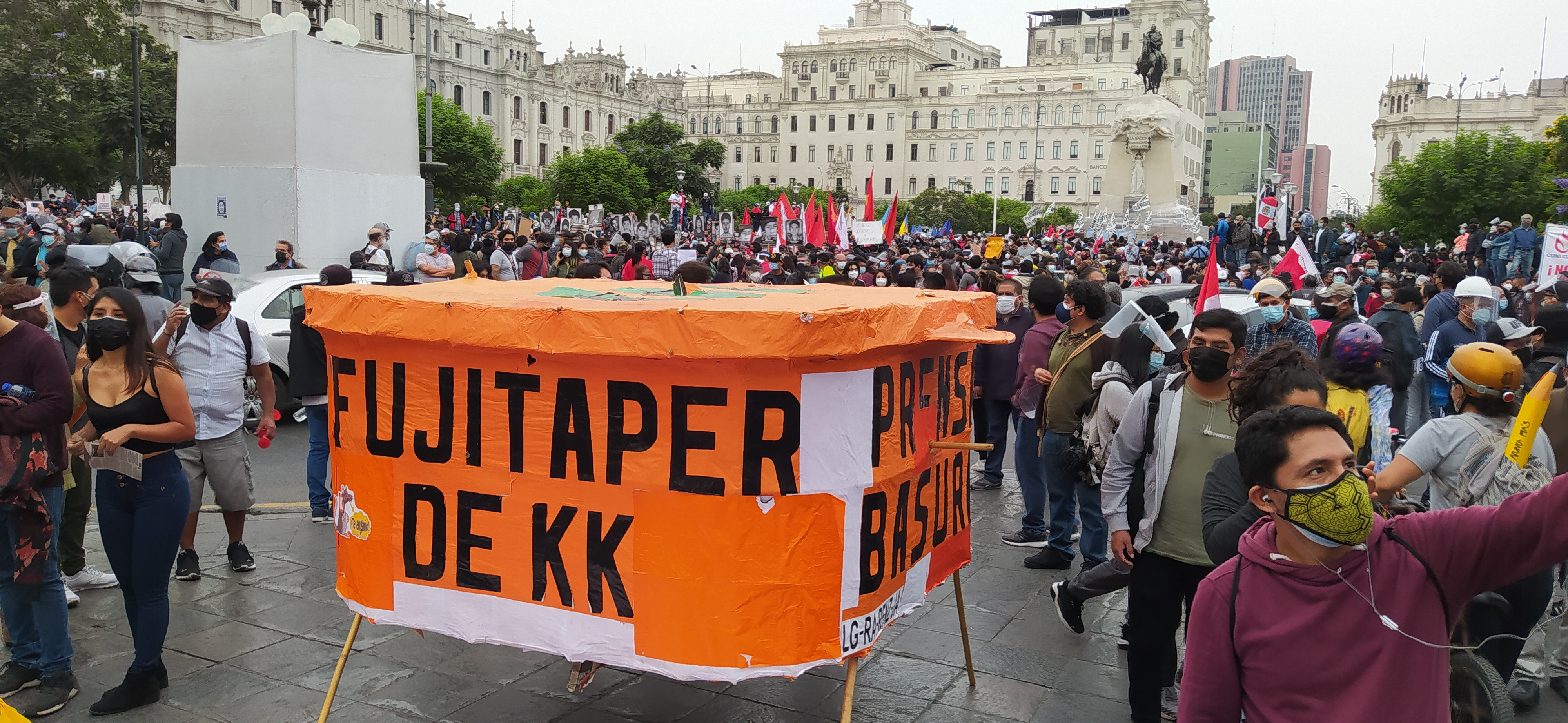
Marcha No a Keiko en la Plaza San Martín de Lima (22 de mayo de 2021)

En mayo de 2021 en el marco de la segunda vuelta de las elecciones generales de 2021 los periodistas comunicaron que «fueron rodeados y perseguidos por los manifestantes», hasta recibir insultos en lenguaje soez, durante una manifestación de NAK contra la candidatura de Keiko Fujimori. Ese mismo año el 24 de mayo se realizó el atentado terrorista de San Miguel del Ene supuestamente perpetardo por parte del Militarizado Partido Comunista del Perú, luego del ataque el asesor fujimorista Fernando Rospigliosi denunció que se encontraron volantes con la escritura de No a Keiko en el lugar del incidente.